# Mosquiter de clatell gris
El mosquiter de clatell gris (Phylloscopus occipitalis) és una espècie d'ocell de la família dels fil·loscòpids (Phylloscopidae). És un ocell resident a Bangladesh, l'Índia, Nepal i Pakistan. També nidifica a l'Afganistan Tadjikistan i Uzbekistan. Els seus hàbitats principals són els boscos temperats, els boscos tropicals i subtropicals de frondoses humits de les terres baixes i els matollars temperats. El seu estat de conservació es considera de risc mínim.